# Henry Meulen

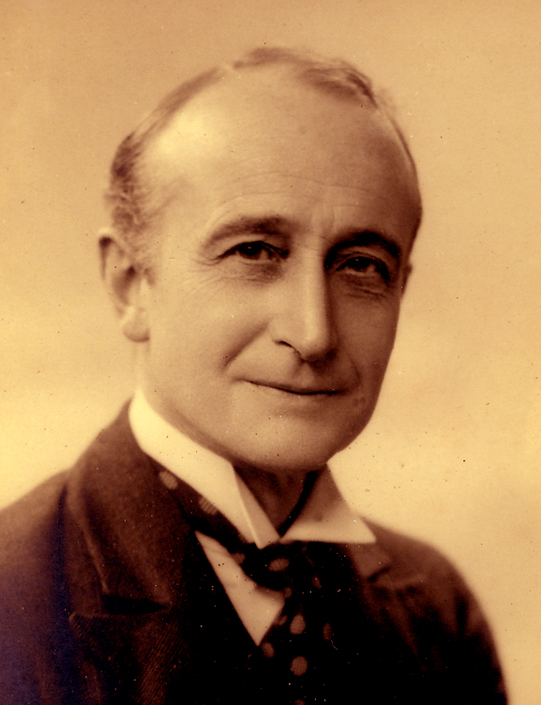
Henry Meulen, 1949

Henry Meulen (1882-1978) foi um  anarquista individualista e economista britânico. Ele foi editor do periódico chamado O individualista, publicado pela Personal Rights Association e ativamente promoveu a filosofia da liberdade bancária.. Ele é o autor de Free Banking: An Outline of a Policy on Individualism (London: Macmillan, 1934) e do Individualist Anarchism (Glasgow: The Strickland Press, 1949). 

## Biografia
Os pais de Meulen nasceram no vilarejo de Kirchberg e emigraram para Londres c. 1870. Seu pai (Friedrich Maullen) trabalhava como encadernador e, apesar de bem-sucedido, não podia dar-se ao luxo de enviar seus cinco filhos para a universidade. Meulen foi para a escola francesa no Soho e depois prestou um concurso, com 400 outros candidatos, para trabalhar no Post Office. Ele obteve um dos sete lugares disponíveis e por causa da sua fluência em francês e alemão passou a trabalhar no Escritório Central do correio. 
Meulen tinha se interessado pela reforma monetária e começou a trabalhar em seu primeiro livro  Justiça industrial através da Reforma Bancária - Um esboço de uma política do individualismo. O livro estava quase terminado quando, em 1916, ele foi recrutado e enviado para a França. 
Quando desmobilizados após a Primeira Guerra Mundial um amigo de sua sociedade de debates (McKenzie) sugeriu começar um negócio que iria importar produtos manufaturados da Alemanha. Meulen, cujo alemão era excelente, viajava como o comprador. O nome comercial do emprendimento era Cairns and Company, operando a partir de Hammersmith no oeste de Londres. Inicialmente foi um sucesso, mas os dois amigos perderam a maior parte de seu dinheiro quando o marco alemão entrou em colapso em 1923. Esta experiência deu a Meulen uma desconfiança profunda da capacidade de qualquer governo de gerir uma moeda e o inspirou a escrever o  Banking Free: Esboço de uma Política de individualismo. O livro é estudo sobre o sistema bancário escocês e das circunstâncias que levaram, ao que ele considerava como a passagem fatídica, a criação da Lei da Carta Bancaria de 1844.  Meulen acreditava que o monopólio da emissão de notas, obtidas pelo Banco da Inglaterra, foi um desastre para a Grã-Bretanha e que as más conseqüências desta rodada da propagação do monopólio no mundo, causou depressões econômicas, revoluções, perda de liberdade individual e da aglomeração de poder por parte dos governos. 
No final de sua vida Meulen tornou-se um grande admirador de Margaret Thatcher e esperava que ela iria reverter o poder do Estado. Ele morreu oito meses antes de sua primeira vitória eleitoral.